# Shrek the Third
Shrek the Third (bra: Shrek Terceiro; prt: Shrek - O Terceiro), também conhecido como Shrek 3, é um filme de animação, comédia, aventura e fantasia norte-americano de 2007, dirigido por Chris Miller, co-dirigido por
Raman Hui, produzido por Jeffrey Katzenberg, da PDI/DreamWorks e distribuído pela DreamWorks SKG e Paramount Pictures. É a continuação de Shrek (2001), Shrek 2 (2004), e o terceiro filme da franquia de filmes de mesmo nome.  O filme é estrelado por Mike Myers, Eddie Murphy, Cameron Diaz, Antonio Banderas, Rupert Everett, Julie Andrews e John Cleese reprisando seus papéis de voz dos filmes anteriores, juntamente com novas adições de Justin Timberlake como Arthur Pendragão e Eric Idle como Merlin.
O filme estreou no Mann Village Theatre, Westwood, em Los Angeles no dia 6 de maio de 2007, e foi lançado nos Estados Unidos em 18 de maio de 2007, exatamente seis anos após o lançamento do primeiro filme.  Não foi tão bem recebido pela crítica quanto os dois filmes anteriores, mas arrecadou US$ 813 milhões com um orçamento de US$ 160 milhões, tornando-se o quarto filme de maior bilheteria de 2007. Também foi indicado para o Melhor Filme de Animação no 61ª edição do British Academy Film Awards. Shrek the Third foi o último filme da franquia a ser co-produzido pela Pacific Data Images, que encerrou suas atividades em 2015. A sequência, Shrek para Sempre, foi lançado três anos depois, em 2010.

## Sinopse
O filme conta a história de um rei que morre subitamente. Por isso, Shrek precisa receber a coroa de rei, coisa que ele jamais pensou em fazer. Ao lado do Burro e do Gato de Botas, o ogro precisa achar um substituto no cargo de monarca. Um jovem que os colegas de escola desprezam decide candidatar-se.

## Elenco
| Personagem               | Vozes                             | Dubladores                                    | Dobradores                                |
| ------------------------ | --------------------------------- | --------------------------------------------- | ----------------------------------------- |
| Shrek                    | Mike Myers                        | Mauro Ramos                                   | José Jorge Duarte                         |
| Burro                    | Eddie Murphy                      | Mário Jorge                                   | Rui Paulo                                 |
| Princesa Fiona           | Cameron Diaz                      | Fernanda Crispim                              | Claudia Cadima                            |
| Gato de Botas            | Antonio Banderas                  | Alexandre Moreno                              | Paulo Oom                                 |
| Rainha Lillian           | Julie Andrews                     | Emilia Rey                                    | Carmen Santos                             |
| Rei Harold               | John Cleese                       | Isaac Bardavid                                | Rui Mendes                                |
| Encantado                | Rupert Everett                    | Ettore Zuim                                   | João Craveiro                             |
| Arthur "Artie" Pendragão | Justin Timberlake                 | Gustavo Pereira                               | Tiago Retrê                               |
| Sr. Merlin               | Eric Idle                         | Waldyr Sant’anna                              | Heitor Lourenço                           |
| Rainha Má                | Susanne Blakeslee                 | Maria Helena Pader                            | Desconhecido                              |
| Biscoito / Bolacha       | Conrad Vernon                     | Marcelo Coutinho                              | Carlos Macedo                             |
| Pinóquio                 | Cody Cameron                      | Manolo Rey                                    | Paulo Oom                                 |
| Os Três Porquinhos       | Cody Cameron                      | José Luiz Barbeito Duda Espinoza Sérgio Muniz | Carlos Macedo, Carlos Freixo & André Maia |
| Doris                    | Larry King                        | Maurício Berger                               | Rui Unas                                  |
| Lancelot                 | John Krasinski                    | Ricardo Schnetzer                             | Mário Redondo                             |
| Capitão Gancho           | Ian McShane                       | Bruno Rocha                                   | Pedro Bargado                             |
| Bela Adormecida          | Cheri Oteri                       | Gabriella Bicalho                             | Patrícia Bull                             |
| Mabel (Meia-Irmã Feia)   | Regis Philbin                     | Márcio Simões                                 | Manuel Luís Goucha                        |
| Branca de Neve           | Amy Poehler Megan Hilty (canções) | Ana Lúcia Menezes Nanná Tribuzy (canções)     | Joana Manuel                              |
| Rapunzel                 | Maya Rudolph                      | Márcia Coutinho                               | Helena Montez                             |
| Cinderela                | Amy Sedaris                       | Fernanda Baronne                              | Sandra de Castro                          |
| Lobo                     | Aron Warner                       | Jorge Rosa                                    | Carlos Freixo                             |
| Três Ratos Cegos         | Christopher Knights               | Desconhecido                                  | Carlos Freixo                             |
| Capitão do Navio         | Seth Rogen                        | Jorge Vasconcellos                            | Desconhecido                              |
| Cavaleiro Sem Cabeça     | Conrad Vernon                     | Eduardo Borgerth                              | Desconhecido                              |
| Ciclope                  | Mark Valley                       | Ricardo Juarez                                | Bruno Ferreira                            |
| Guinevere "Gwen"         | Latifa Ouaou                      | Adriana Torres                                | Desconhecido                              |
| Guarda nº 1              | Tom Kane                          | Desconhecido                                  | Desconhecido                              |

## Produção
Após o sucesso de Shrek 2, um terceiro e quarto filme de Shrek, juntamente com planos para um quinto filme final, foram anunciados em maio de 2004 por Jeffrey Katzenberg: "Shrek 3 e 4 vão revelar outras perguntas sem resposta e, finalmente, no  último capítulo, vamos entender como Shrek veio a estar naquele pântano, onde o encontramos no primeiro filme".
A DreamWorks contratou Peter Seaman e Jeffrey Price para escrever o filme e Jon Zack, que escreveu The Perfect Score, participou como consultor. Ao contrário dos dois primeiros filmes, o filme não foi dirigido por Andrew Adamson devido a sua ocupação com The Chronicles of Narnia: The Lion, the Witch and the Wardrobe. Adamson ainda estava envolvido como produtor executivo e estava dando conselhos aproximadamente a cada quatro meses sobre o estado do filme. Shrek the Third foi dirigido por Chris Miller, um artista de história no primeiro filme e um chefe de história no segundo e co-dirigido por Raman Hui, um animador de supervisão nos dois primeiros filmes.
O filme foi desenvolvido sob o título de "Shrek 3". Em março de 2006, havia sido renomeado para Shrek the Third. De acordo com Miller, eles "não queriam apenas intitular como se fosse apenas uma continuação". Eles queriam "algo para fazer isso por conta própria, dar a sua própria personalidade e realmente tentar tratá-la como um capítulo na vida de Shrek". Hui comentou: "É sobre Shrek se tornar o novo rei de Tão Tão Distante; e o título soa meio real também".
O filme seria originalmente lançado em novembro de 2006. No entanto, em dezembro de 2004, a data foi alterada para maio de 2007. Katzenberg disse: "A grande magnitude da franquia Shrek nos levou a concluir que uma data de lançamento em maio, com um lançamento em DVD durante a temporada de festas, nos permitirá maximizar o desempenho e aumentar a lucratividade, gerando valor de ativos aprimorados e retornos melhores para nossos acionistas". Flushed Away, outro filme da DreamWorks Animation, foi lançado em novembro de 2006. A mudança de data de lançamento foi no dia seguinte ao da Disney Pixar mudar a data de lançamento de Cars, de novembro de 2005 para junho de 2006.

## Trilha sonora
A música incidental e os temas do filme foram compostos por Harry Gregson-Williams e posteriormente reunidas num álbum lançado em 19 de Junho de 2007. Adicionalmente, foi lançado um álbum contendo as canções inseridas no decorrer do filme, incluindo um dueto entre Eddie Murphy (Burro) e Antonio Banderas (Gato de Botas), uma versão cover de "Thank You (Falletin Me Be Mice Elf Again)".
- Royal Pain - Eels
- Do You Remember Rock 'n' Roll Radio? - The Ramones
- Immigrant Song - Led Zeppelin
- Barracuda - Fergie
- That's what friends are for - Dionne Warwick
- Live and Let Die - Wings
- Best Days - Matt White
- Joker and the Thief - Wolfmother
- Other Ways - Trevor Hall
- Cat's in the Cradle - Harry Chapin
- Losing Streak - Eels
- What I Gotta Do - Macy Gray
- Thank You (Falettinme Be Mice Elf Agin) - Eddie Murphy e Antonio Banderas
- Final Showdown - Maya Rudolph e Rupert Everett
- Charming's Plan - Harry Gregson-Williams
- Touched by Love - Eran James

## Recepção

### Comercial
Shrek the Third obteve uma bilheteria de US$ 121.629.270 na sua primeira semana, tendo sido exibido em 4.122 salas de cinema. Tal resultado é o segundo maior já obtido num fim de semana de estreia de um filme animado, atrás dos US$ 135 milhões de Finding Dory em 2016, e a vigésima sexta maior abertura de todos os tempos.
No total, o filme obteve uma bilheteria de US$ 322.719.944,00 nos Estados Unidos e US$ 490,647,436 no restante do mundo, totalizando US$ 813,367,380. Foi também o quarto filme mais bem-sucedido nas bilheterias mundiais em 2007, atrás apenas de Homem-Aranha 3, Harry Potter and the Order of the Phoenix e Pirates of the Caribbean: At World's End. Nos Estados Unidos, perdeu em receita apenas para Homem-Aranha 3.

### Crítica
Diferente de seus antecessores o terceiro filme foi recebido com críticas mistas. No site Rotten Tomatoes, Shrek the Thrid acumulou uma porcentagem de 41% de aprovação, a nota mais baixa da franquia Shrek no site; o consenso dos críticos diz: "Shrek the Third tem uma abundância de imagens da cultura pop, mas às custas do coração, charme e inteligência que fizeram os dois primeiros clássicos da franquia Shrek" .

No Metacritic o filme recebeu uma pontuação de 58/100 indicando críticas "mistas ou médias" baseado em 35 avaliações. As audiências consultadas pelo CinemaScore deram ao filme uma nota média "B+" em uma escala de "A+" a "F", um posição abaixo do "A" obtido pelos dois primeiros filmes.
Alguns críticos ficaram confusos quanto ao público-alvo do filme. Carina Chocano, do jornal Los Angeles Times, sentiu que os temas sobre carreira e ansiedade dos pais, o estilo de vida das celebridades, bem como seu humor, estariam acima das crianças: "Um filme infantil realmente precisa, entre outros toques semelhantes, de uma piada do Hooters? Eu, por exemplo, não gostaria de ter que explicar isso"; no entanto, ela também achou certos momentos engraçados: "O sonho ansioso de Shrek sobre procriar é fabulosamente surreal, e a cena do leito de morte do rei Harold, com suas caretas e alarmes falsos, é pura comédia infantil no seu melhor estilo". David Ansen da revista Newsweek escreveu que o "humor levemente sarcástico do filme é voltado quase inteiramente para os pais. Este [filme] não tocou meu coração ou me irritou. É um filme em guerra consigo mesmo: um filme dito 'infantil' que parece se esforçar para 'não querer ser um'".